# 薬師寺モータース
『薬師寺モータース』（やくしじモータース）は、2010年11月15日から中部日本放送（CBC）他で放送されていた自動車番組。メインMCは薬師寺保栄。
前身番組は2003年4月から2010年6月まで放送された『薬師寺保栄のドリームカー倶楽部』。
2013年10月28日放送分をもって一時休止を発表した。放送休止とあるが、2014年10月からは本番組に似たコンセプトの番組『薬師寺流』がテレビ愛知で開始しており、事実上終了したものと見られる。

## 概要
薬師寺は架空の自動車整備工場「薬師寺モータース」の2代目社長という役。彼を支える美人従業員や協力関係にあるカスタムメーカーの社長らと共に、話題の車（改造車）を紹介していく。

## コーナー
いずれも不定期で放送される。

### 教えて横山先生
フェニックスパワーの横山社長が視聴者からのクルマに関する質問に答えるコーナー。

### アップルで査定?
薬師寺が持ち込んだクルマをアップルで査定してもらうコーナー。

### アップガレージでプレゼントをGETせよ!!
薬師寺が愛知県のアップガレージで店内スタッフとジャンケンをし、薬師寺が勝ったら同店のカー用品を視聴者にプレゼントするもの。

## 出演
- 薬師寺保栄（社長）
- 中村朱里（秘書・ナレーション）
- 石津さゆ子（社員）
- 角田かすみ（社員）
- 柴田恵里（社員）

他

## ネット局と放送時間
| 放送対象地域 | 放送局              | 系列      | 放送日時           | 備考                                                          |
| ------------ | ------------------- | --------- | ------------------ | ------------------------------------------------------------- |
| 中京広域圏   | 中部日本放送（CBC） | TBS系列   | 月曜 27:08 - 27:38 | 幹事局 開始・休止は上述                                       |
| 京都府       | KBS京都             | 独立UHF局 | 土曜 25:30 - 26:00 | 2011年4月2日開始, 2013年10月26日休止 5日遅れ                  |
| 東京都       | TOKYO MX            | 独立UHF局 | 木曜 27:00 - 27:30 | 2013年4月以降番組ネット休止中 2011年5月5日～2013年3月 3日遅れ |